# Ferdinand Plánický
Ferdinand Plánický (22 maggio 1920 – 10 aprile 2001) è stato un calciatore cecoslovacco, di ruolo attaccante.

## Carriera

### Nazionale
Il 7 aprile del 1946 debutta in Nazionale giocando Francia-Cecoslovacchia (3-0).